# إيلان تشيستر
إيلان تشيستر (بالإسبانية: Ilan Chester) (ولد باسم إيلان شينستوشوسكي (بالإسبانية: Ilan Czenstochowski)) هو مغني، عازف، موزع وملحن فنزويلي، ولد في إسرائيل عام 1952، حيث تعود أصول والديه إلى اليهود الأشكناز، هذا وقد هاجر إيلان رفقة عائلته) إلى فنزويلا في عام 1953 حيث لم يكن يبلغ من العمر سوى عام واحد.

## السيرة الذاتية
ولد إيلان في إسرائيل، لكنه سرعان ما غادرها متجها صوب فنزويلا وهو رضيع. بزغ نجم إيلان في عالم الموسيقى وهو صغير، ويعد اليوم شخصية متعددة المواهب حيث أنه موسيقار، مغني، ملحن وقد أنتج أزيد من 35 إنتاجا موسيقيا والذين حققوا نجاحا كبيرا واحتلوا مراكز جد متقدمة في قائمة التصانيف العالمية لأشهر أو أفضل الأغاني. تشيستر نشأ وهو يستمع إلى ألحان بلغات مختلفة منها اليهودية، الفرنسية والإيطالية، وفي وقت لاحق انضم لمجموعة أمريكا R&B (رفقة كل من راي تشارلز وستيفي وندر) كما شارك مع حركة الروك البريطاني (رفقة كل من البيتلز، حركة نعم ثم جيثرو ترول).
التقى في عام 1971 (عندما كان يبلغ من العمر 18 سنة فقط) حركة هاري كريشنا، وبعد ذلك بعامين بدا أنه قد تأثر روحيا بذلك حيث تعمق فهم ومعرفة أبهاي شارانارافيندا بهاكتيفيدانتا سوامي برابهوبادا. وكان تشيستر قد ذكر في أحد اللقاءات أن حركة هاري كريشنا هي دائما بلده الحقيقي كما اعترف أنها تشكل مصدر إلهام بالنسبة له، حيث صرح أن الحب في قلوب المصلين الذين يكنونه لـكريشنا هو الذي يدفعه إلى كتابة الأغاني. هذا وتجدر الإشارة إلى أنه رفقة باقي أفراد عائلته ما زالوا نشطين في ممارسة كل تقاليد الفايشنافية.
موسيقاه نمت لتشمل عناصر من الموسيقى الكلاسيكية وأغاني الجاز التي تنحدر من منطقة البحر الكاريبي هذا بالإضافة إلى الموسيقى الفنزويلية الشعبية. كما أنه عضو سابق في العديد من فرق الروك والبوب مثل فريقي «الترام» (بالإسبانية: Trams) و«الطريق» (بالإسبانية: Way) وكذلك «ميلاو» (بالإسبانية: Melao). كما سجل إيلان أربع إنتاجات موسيقية ناطقة باللغة الإنجليزية، وقد أصبح مشهورا مثل هيئة الفنان استثنائي في فنزويلا وفي جميع أنحاء أمريكا اللاتينية منذ بدء مسيرته كمغني منفرد في عام 1983.
بعد سلسلة من الألبومات بما في ذلك «أميستاد» (بالإسبانية: Amistad)، «سولو فالتا تي» (بالإسبانية: Solo Falats Tu) و«عاصي» (بالإسبانية: Asi) ثم «أغاني الحب الفنزويلي» (بالإسبانية: Songs Books Of Venezielan Love) وقد تمكن من جذب المزيد من الاهتمام الدولي بعد إصداره لألبوم «نافيدينو هيرت» (بالإسبانية: Navideno Heart) رفقة 6 أقراص مضغوطة فقط وقد بيعت أكثر من 500.000 وحدة في غضون أسابيع قليلة فقط في فنزويلا.
اشتهر إيلان تشيستر في العديد من الأماكن كما لقي انتقادات إيجابية نوعا ما خاصة ألبوماته التي اعتبرت واحدة من الأكثر موهبة من ناحية التلحين والصوت باللغة الإسبانية.

## الألبومات
| سنة الإصدار | الألبوم                                                      |
| ----------- | ------------------------------------------------------------ |
| 1978        | Night and Daydream / Wheels of Time                          |
| 1979        | Por Principio... Fin Color/Corp. Los Ruices                  |
| 1980        | Songs from the Future                                        |
| 1983        | Canciones De Todos Los Días Philips/Sonográfica              |
| 1984        | Amistad Philips/Sonográfica                                  |
| 1985        | Ilan Chester (Sólo Faltas Tú) Philips/Sonográfica            |
| 1987        | Al Pie De La Letra Sonográfica                               |
| 1988        | Ilan En Vivo Sonográfica                                     |
| 1990        | Opus # 10 CBS/Sonográfica                                    |
| 1992        | Un Mundo Mejor Sony Music/Sonográfica                        |
| 1994        | Terciopelo Sony Music                                        |
| 1995        | Ilan Chester En Vivo Sony Music                              |
| 1998        | Cancionero Del Amor Venezolano Independent                   |
| 1998        | Bhakti Alcione                                               |
| 1999        | Ofrenda Para Un Niño Independent                             |
| 2000        | Ilan C. En Vivo (Gira Nac. Amor Vzlano) CD Manía El Nacional |
| 2000        | Sínfonico - En Vivo Independent                              |
| 2000        | Cancionero Del Amor Venezolano II Independent                |
| 2001        | Corazón Navideño Latin World                                 |
| 2002        | Ilan Canta Onda Nueva Independent                            |
| 2002        | Cancionero Del Amor Puertorriqueño Independent               |
| 2004        | Así Sonográfica                                              |
| 2006- 2008  | Cancionero Del Amor Venezolano III Independent               |

## وصلات خارجية
- إيلان تشيستر على موقع IMDb (الإنجليزية)
- إيلان تشيستر على موقع ميوزك برينز (الإنجليزية)
- إيلان تشيستر على موقع أول ميوزيك (الإنجليزية)
- إيلان تشيستر على موقع ديسكوغز (الإنجليزية)
- إيلان تشيستر على موقع قاعدة بيانات الفيلم (الإنجليزية)

- الموقع الرسمي
 (بالإسبانية)
- ألبومات إيلان تشيستر
- إيلان تشيستر في آي تونز
- ألبوم عاصي (2005) في Amazon.com